# Anna Verouli
Anna Verouli (Kavala, Grecia, 13 de noviembre de 1956) es una ex atleta griega, especializada en la prueba de lanzamiento de jabalina en la que llegó a ser medallista de bronce mundial en 1983.

## Carrera deportiva
En el Mundial de Helsinki 1983 ganó la medalla de bronce en lanzamiento de jabalina, llegando hasta los 65.72 metros, por detrás de la finlandesa Tiina Lillak y la británica Fatima Whitbread.